# 三原三千夫
三原 三千夫（みはら みちお、1965年10月4日 - ）は、日本のアニメーター、アニメ監督。大阪府出身。元は三原 三千雄名義で活動していたが、『妄想代理人』から改名した。

## 人物
10歳の頃からアニメをよく見るようになり、『マジンガーZ』や『仮面ライダー』、恐竜などの落書きをする。宮崎駿のファンで、『未来少年コナン』や『ルパン三世 カリオストロの城』に影響を受ける。
高校卒業後、設計事務所で働いていたが、アニメージュで行われた「ビジュアル80」のアニメーター募集に応募してアニメーターとなる。この時、アニメの作画はほとんど独学で覚えたという。1988年に合作『スパイラルゾーン』で原画デビュー。スタジオは1年半で辞めてマッドハウスで仕事をするが、劇場の仕事でまた元のスタジオに戻る。その後、スタジオジブリで『もののけ姫』の仕事をする。
アニメーションの作画方法では、ポイントとなる絵を描いて後は動画を任せるという従来の方法ではなく、原画も動画も全て一人で描く「ストレート・アヘッド」を支持している。実際に『カイバ』第4話「ばあさんの記憶の部屋」では脚本・絵コンテ・演出・作画監督・原画・動画をこなし、9か月という期間をかけて一人で5170枚以上描いている。また『ケモノヅメ』第12話「珈琲味のキビ団子」では作画監督・原画を、『四畳半神話大系』第7話「サークル「ヒーローショー同好会」」では絵コンテ・演出・作画監督・原画を一人でこなしている。ただし、『スペース☆ダンディ』第6話「パンツとチョッキの戦争じゃんよ」では田中宏紀との二人原画で終盤以外の300カットを担当した。
近年の流行のアニメは好きではなく、芸術志向のアニメを好み、森康二、小原秀一、シルヴァン・ショメ、ブラザーズ・クエイ、ヤン・シュヴァンクマイエルなどを高く評価している。
今敏、湯浅政明の作品に関わることが多い。最近では『クレヨンしんちゃん ガチンコ!逆襲のロボとーちゃん』の原画など子供向けアニメの仕事も増えている。なおこの作品には湯浅やEunYoung Choiなども参加している。しんちゃんシリーズにはその後も関わりを続け、2016年公開の『クレヨンしんちゃん 爆睡!ユメミーワールド大突撃』ではコンセプトデザイン（ゲストキャラクターの原案やセットデザイン（美術設定）も含む）、絵コンテ・演出・原画を担当している。原画は300カット担当したと自身のTwitterで明かしており、制作に大きく関わっている。更に同年には初の監督作品『クレヨンしんちゃん外伝 エイリアン vs. しんのすけ』を手掛けた。

## 主な参加作品

### テレビアニメ
- YAWARA! a fashionable judo girl!（原画#1・3・7・12・16、1989年）
- 恐竜惑星（恐竜のキャラクターデザイン、1993年）
- ジーンダイバー（キャラクターデザイン、1994年）
- NOOBOW（原画#12・16、1995年）
- ギャラクシーエンジェル（原画#19、2001年）
- MONSTER（原画#37、2004年）
- 妄想代理人（作画監督#4・9・12、原画#4・12・13、絵コンテ#9、2004年）
- ケモノヅメ（作画監督、原画、動画#12、2006年）
- カイバ（脚本、絵コンテ、演出、作画監督、原画、2008年）
- 四畳半神話大系（絵コンテ、演出、作画監督、原画、2010年）
- SHIN-MEN（絵コンテ、演出、作画監督、原画、2011年）
- スペース☆ダンディ（ストーリー原案、美術設定、ゲスト宇宙人デザイン、いつもな宇宙人たちのデザイン、絵コンテ、演出、作画監督、原画、2014年）
- 残響のテロル（絵コンテ、原画、2014年）
- 神撃のバハムート GENESIS（原画#12、2014年）
- 牙狼-GARO- -炎の刻印-（絵コンテ、2015年）
- パンチライン（絵コンテ、2015年）
- クレヨンしんちゃん（絵コンテ、原画＃1100話C、2015年）
- 神撃のバハムート VIRGIN SOUL（絵コンテ、2017年）
- BEASTARS（絵コンテ、2021年）

### 劇場アニメ
- 風の名はアムネジア（作画監督、1990年）
- うる星やつら いつだってマイ・ダーリン（原画、1991年）
- 老人Z（原画、1991年）
- 走れメロス（原画、1992年）
- 獣兵衛忍風帖（原画、1993年）
- はじまりの冒険者たち レジェンド・オブ・クリスタニア（原画、1995年）
- MEMORIES EPISODE 2 最臭兵器（作監補佐・原画、1995年）
- アンネの日記（原画、1995年）
- もののけ姫（原画、1997年）
- スプリガン（原画、1998年）
- 人狼 JIN-ROH（原画、2000年）
- 千年女優（原画、2002年）
- 猫の恩返し（原画、2002年）
- パルムの樹（原画、2003年）
- 茄子 アンダルシアの夏（作監補佐・原画、2003年）
- それいけ!アンパンマン ルビーの願い（原画、2003年）
- 劇場版 NARUTO -ナルト- 大活劇!雪姫忍法帖だってばよ!!（作監補佐・原画、2004年）
- 劇場版 NARUTO -ナルト- 大激突!幻の地底遺跡だってばよ（原画、2005年）
- パプリカ（原画、2005年）
- おかしなホテル（原画、2008年）
- キックハート（キャラクターデザイン・作画監督、2013年）
- 映画『ベルセルク 黄金時代篇III 降臨』（絵コンテ・演出、2013年）
- クレヨンしんちゃん ガチンコ!逆襲のロボとーちゃん（原画、2014年）
- クレヨンしんちゃん 爆睡!ユメミーワールド大突撃（コンセプトデザイン・絵コンテ・演出・原画・レイアウト、2016年）
- 映画ドラえもん のび太の宝島（原画、2018年）
- クレヨンしんちゃん 爆盛!カンフーボーイズ〜拉麺大乱〜（キャラクターデザイン・絵コンテ・演出・原画、2018年）
- ムタフカズ -MUTAFUKAZ-（プリプロダクション、2018年）
- 映画ドラえもん のび太の月面探査記（2019年、原画）
- クレヨンしんちゃん 新婚旅行ハリケーン 〜失われたひろし〜（キャラクターデザイン・美術コンセプトデザイン・絵コンテ・演出・原画、2019年）
- クレヨンしんちゃん 激突! ラクガキングダムとほぼ四人の勇者（原画、2020年）
- クレヨンしんちゃん 謎メキ!花の天カス学園（キャラクターデザイン・コンセプトデザイン・絵コンテ・演出、2021年）
- クレヨンしんちゃん もののけニンジャ珍風伝（絵コンテ・原画、2022年）
- 映画ドラえもん のび太と空の理想郷（原画、2023年）
- 窓ぎわのトットちゃん（原画、2023年）
- 映画ドラえもん のび太の地球交響楽（原画、2024年）
- クレヨンしんちゃん オラたちの恐竜日記（原画、2024年）

### OVA
- スパイラルゾーン（原画、1988年）
- 銀河英雄伝説（原画、1988年-1989年）
- MIDNIGHT EYE ゴクウ（原画、1989年）
- MIDNIGHT EYE ゴクウII（原画、1989年）
- 暗黒神話（原画、1990年）
- CYBER CITY OEDO 808（キャラクターデザイン清書、作画監督#2、1990年）
- 帝都物語 魔都篇（原画、1991年）
- 銃夢（原画#2、1993年）
- 真・孔雀王（原画#1、1994年）
- GOLDEN BOY さすらいのお勉強野郎（原画#3、1995年）
- MASTERキートン（原画#27・34・38、1999年）
- 自転車ショー歌なんでショーか?（作画監督、2003年）

### Webアニメ
- クレヨンしんちゃん外伝 エイリアン vs. しんのすけ（監督・キャラクターデザイン原案・セットデザイン・絵コンテ・演出・原画、2016年）
- クレヨンしんちゃん外伝 家族連れ狼（監督・キャラクターデザイン原案・セットデザイン・絵コンテ・演出・作画監督・原画、2017年）
- SUPER SHIRO（コンテ・演出・作画監督、2020年）

### その他
- 天使の詩II 堕天使の選択（原画、1994年）
- 2005年宇宙の旅（作画・監督、2005年）
- スペース☆ダンディ（ピクチャードラマ絵コンテ・演出・作画・美術、2014年）